# Carcelia callimorphae
Carcelia callimorphae là một loài ruồi trong họ Tachinidae.